# Coupe du monde d'escalade de 1999
Navigation
10e édition 12e édition
La coupe du monde d'escalade 1999 est la 11e coupe du monde d'escalade. Elle s'est tenue du 16 avril au 12 novembre 1999. Elle comporte quatre épreuves de difficulté, trois de vitesse et six de bloc, discipline qui est intégrée pour la première fois à la coupe du monde. La coupe du monde de difficulté est remportée par François Petit et Muriel Sarkany, la coupe de bloc est remportée par Christian Core et Stéphanie Bodet, et la coupe de vitesse est remportée par Tomasz Oleksy et Olga Zakharova.

## Classement général
| Catégories | Or                 | Or         | Argent                 | Argent     | Bronze                | Bronze     |
| ---------- | ------------------ | ---------- | ---------------------- | ---------- | --------------------- | ---------- |
| Difficulté | François Petit (2) | 241 points | François Legrand       | 229 points | Andreas Bindhammer    | 214 points |
| Difficulté | Muriel Sarkany (2) | 325 points | Liv Sansoz             | 320 points | Martina Cufar         | 233 points |
| Bloc       | Christian Core     | 386 points | Serik Kazbekov         | 297 points | Jérôme Meyer          | 279 points |
| Bloc       | Stéphanie Bodet    | 460 points | Elena Choumilova       | 415 points | Sandrine Levet        | 306 points |
| Vitesse    | Tomasz Oleksy      | 251 points | Vladislav Baranov      | 196 points | Vladimr Zakharov      | 154 points |
| Vitesse    | Olga Zakharova (2) | 235 points | Alena Ostapenko        | 200 points | Zosia Podgorbounskikh | 194 points |
| Combiné    | François Petit     | 494 points | Daniel Andrada Jimenez | 433 points | Tomasz Oleksy         | 410 points |
| Combiné    | Elena Choumilova   | 647 points | Stéphanie Bodet        | 602 points | Isabelle Bihr         | 382 points |

## Étapes
La coupe du monde d'escalade 1999 s'est déroulée du 16 avril au 12 novembre 1999, repartie en onze étapes comprenant une ou deux disciplines.
| Dates             | Lieu              | Difficulté | Bloc     | Vitesse  |
| ----------------- | ----------------- | ---------- | -------- | -------- |
| 16 avril 1999     | Wiener Neustadt   | X          | -        | -        |
| 28 mai 1999       | Leipzig           | X          | -        | X        |
| 10 juin 1999      | Besançon          | X          | -        | X        |
| 3 juillet 1999    | Benasque          | -          | X        | -        |
| 11 juillet 1999   | Val-d'Isère       | -          | X        | -        |
| 17 juillet 1999   | Chamonix          | -          | X        | -        |
| 24 juillet 1999   | Beauregard        | -          | -        | X        |
| 31 juillet 1999   | Bardonnèche       | -          | X        | -        |
| 13 août 1999      | Cortina d'Ampezzo | -          | X        | -        |
| 28 août 1999      | Grenoble          | -          | X        | -        |
| 12 novembre 1999  | Kranj             | X          | -        | -        |
| Total : 11 étapes |                   | 4 étapes   | 6 étapes | 3 étapes |

## Podiums des étapes

### Difficulté

#### Hommes
| Étapes      | Lieu                       | Or                     | Argent               | Bronze          |
| ----------- | -------------------------- | ---------------------- | -------------------- | --------------- |
| 16 avril    | Wiener Neustadt (Autriche) | Andreas Bindhammer     | Christian Bindhammer | Cristian Brenna |
| 28 mai      | Leipzig (Allemagne)        | François Legrand (17)  | Yevgen Kryvosheytsev | Yuji Hirayama   |
| 10 juin     | Besançon (France)          | Evgeny Ovchinnikov (2) | François Petit       | David Caude     |
| 12 novembre | Kranj (Slovénie)           | Evgeny Ovchinnikov (3) | Yuji Hirayama        | David Caude     |

#### Femmes
| Étapes      | Lieu                       | Or                 | Argent         | Bronze           |
| ----------- | -------------------------- | ------------------ | -------------- | ---------------- |
| 16 avril    | Wiener Neustadt (Autriche) | Muriel Sarkany (5) | Liv Sansoz     | Martina Cufar    |
| 28 mai      | Leipzig (Allemagne)        | Liv Sansoz (7)     | Martina Cufar  | Muriel Sarkany   |
| 10 juin     | Besançon (France)          | Katie Brown        | Muriel Sarkany | Elena Choumilova |
| 12 novembre | Kranj (Slovénie)           | Liv Sansoz (8)     | Muriel Sarkany | Stéphanie Bodet  |

### Bloc

#### Hommes
| Étapes     | Lieu                       | Or                     | Argent                              | Bronze             |
| ---------- | -------------------------- | ---------------------- | ----------------------------------- | ------------------ |
| 3 juillet  | Benasque (Espagne)         | Ludovic Laurence       | François Petit                      | Pedro Pons         |
| 11 juillet | Val-d'Isère (France)       | Christian Core         | Serik Kazbekov                      | Alexandre Chabot   |
| 17 juillet | Chamonix (France)          | Christian Core (2)     | Daniel Du Lac                       | Timmy Fairfield    |
| 31 juillet | Bardonnèche (Italie)       | Daniel Andrada Jimenez | Damien Jeandenand                   | Evgeny Ovchinnikov |
| 13 août    | Cortina d'Ampezzo (Italie) | Serik Kazbekov         | Jérôme Meyer Daniel Andrada Jimenez |                    |
| 28 août    | Grenoble (France)          | Daniel Du Lac          | Christian Core                      | Jérôme Meyer       |

#### Femmes
| Étapes     | Lieu                       | Or                         | Argent           | Bronze                    |
| ---------- | -------------------------- | -------------------------- | ---------------- | ------------------------- |
| 3 juillet  | Benasque (Espagne)         | Josune Bereciartu Urruzola | Sandrine Levet   | Gaelle Gouriou            |
| 11 juillet | Val-d'Isère (France)       | Elena Choumilova           | Stéphanie Bodet  | Marietta Uhden            |
| 17 juillet | Chamonix (France)          | Stéphanie Bodet            | Elena Choumilova | Isabelle Bihr             |
| 31 juillet | Bardonèche (Italie)        | Stéphanie Bodet (2)        | Gaelle Gouriou   | Iwona Gronkiewicz-Marcisz |
| 13 août    | Cortina d'Ampezzo (Italie) | Elena Choumilova (2)       | Stéphanie Bodet  | Sandrine Levet            |
| 28 août    | Grenoble (France)          | Stéphanie Bodet (3)        | Elena Choumilova | Delphine Martin           |

### Vitesse

#### Hommes
| Étapes     | Lieu                | Or                | Argent                 | Bronze                       |
| ---------- | ------------------- | ----------------- | ---------------------- | ---------------------------- |
| 28 mai     | Leipzig (Allemagne) | Tomasz Oleksy     | Daniel Andrada Jimenez | Vladislav Baranov            |
| 10 juin    | Besançon (France)   | Tomasz Oleksy (2) | Iakov Soubbotine       | Vladimir Netsvetaev-Dolgalev |
| 24 juillet | Beauregard (Italie) | Alexei Gadeev     | Vladislav Baranov      | Vladimr Zakharov             |

#### Femmes
| Étapes     | Lieu                | Or                    | Argent           | Bronze          |
| ---------- | ------------------- | --------------------- | ---------------- | --------------- |
| 28 mai     | Leipzig (Allemagne) | Zosia Podgorbounskikh | Olga Zakharova   | Olena Ryepko    |
| 10 juin    | Besançon (France)   | Alena Ostapenko       | Natalia Novikova | Olena Ryepko    |
| 24 juillet | Beauregard (Italie) | Olga Zakharova (2)    | Alena Ostapenko  | Renata Piszczek |

## Autres compétitions mondiales de la saison

### Championnats du monde d'escalade 1999

#### Difficulté

##### Hommes
| Étapes     | Lieu                     | Or               | Argent        | Bronze          |
| ---------- | ------------------------ | ---------------- | ------------- | --------------- |
| 3 décembre | Birmingham (Royaume-Uni) | Bernardino Lagni | Yuji Hirayama | Maksym Petrenko |

##### Femmes
| Étapes     | Lieu                     | Or             | Argent         | Bronze              |
| ---------- | ------------------------ | -------------- | -------------- | ------------------- |
| 3 décembre | Birmingham (Royaume-Uni) | Liv Sansoz (2) | Muriel Sarkany | Elena Ovtchinnikova |

#### Vitesse

##### Hommes
| Étapes     | Lieu                     | Or                | Argent              | Bronze        |
| ---------- | ------------------------ | ----------------- | ------------------- | ------------- |
| 3 décembre | Birmingham (Royaume-Uni) | Vladimir Zakharov | Vladimir Netsvetaev | Alexei Gadeev |

##### Femmes
| Étapes     | Lieu                     | Or             | Argent       | Bronze           |
| ---------- | ------------------------ | -------------- | ------------ | ---------------- |
| 3 décembre | Birmingham (Royaume-Uni) | Olga Zakharova | Olena Ryepko | Natalia Novikova |